# 로제타석

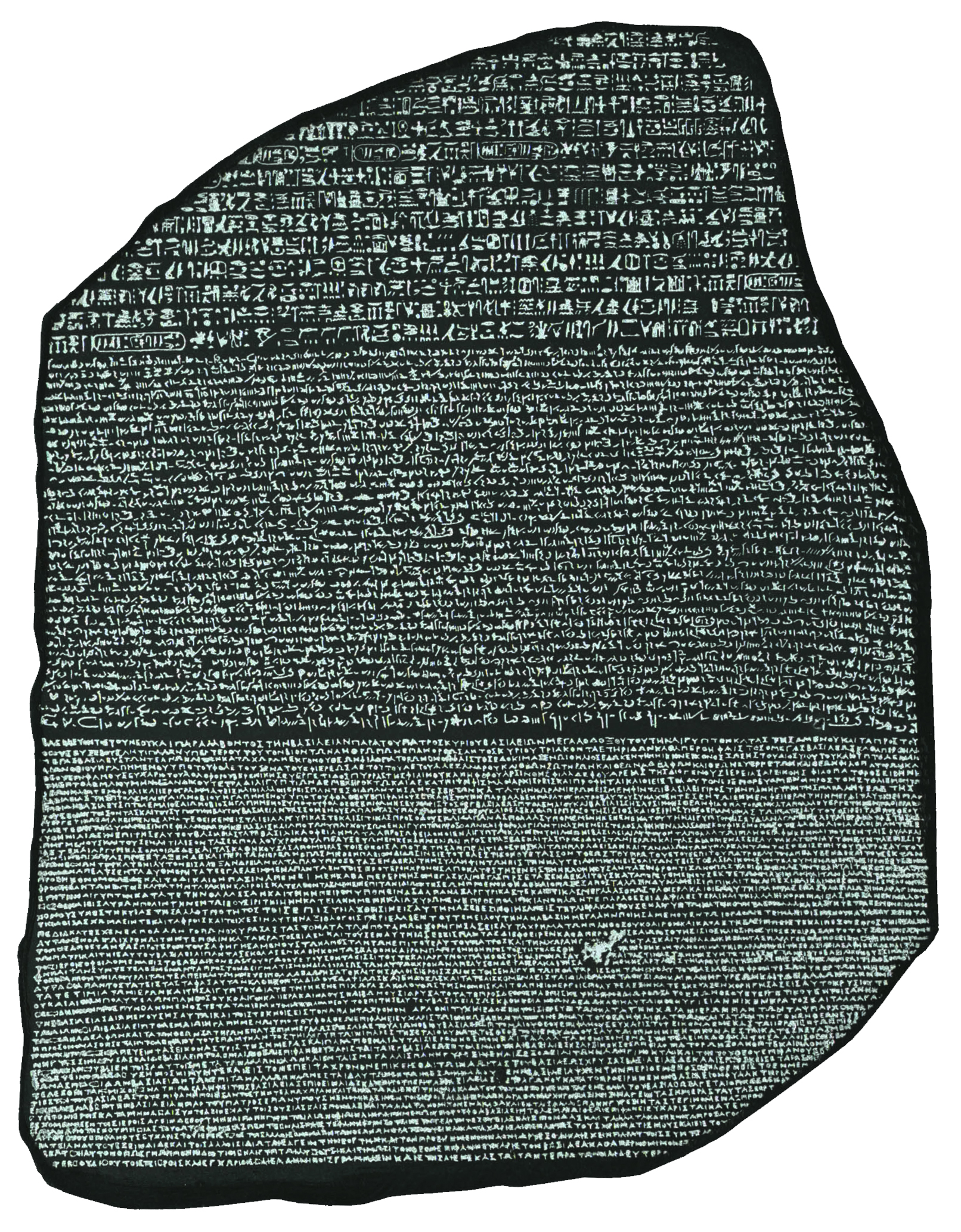
로제타석의 탁본

로제타석(영어: Rosetta Stone) 또는 로제타 돌은 기원전 196년에 고대 이집트에서 제작되어 멤피스에 세워진 화강섬록암 석비이다. 고대 이집트어로 된 법령이 위에서부터 신성문자, 민중문자, 고대 그리스어의 세가지 문자로 번역되어 쓰여 있는 화강암이다. 이 돌에 쓰여진 그리스어를 기반으로 1822년에 장프랑수아 샹폴리옹과 토머스 영이 이집트 상형문자를 해독하였다.
헬레니즘 시대에 조각되어 사이스 부근의 신전에 전시되었을 것으로 추정한다. 그러다가 고대 말기나 맘루크 술탄국 시기에 옮겨져 나일강 삼각주의 로제타 마을 근처에 줄리엔 요새를 건설할 때 재료로 사용되었다. 1799년 7월, 이집트-시리아 원정 당시 프랑스군의 장교였던 피에르 프랑수아 부샤르에 의해 발견되었다. 로제타석은 고대 이집트어를 다른 언어와 병기한 기록 중 최초로 발견된 자료로, 미번역 문자이던 이집트 상형문자를 해독할 수 있을 지 모른다는 점에서 곧바로 큰 반향을 불러왔다. 로제타석의 탁본은 곧 유럽의 박물관과 학자들 사이에서 유통되기 시작했다. 1801년 영국이 오스만 제국과 함께 프랑스군을 알렉산드리아에서 물리쳤을 때 로제타석은 런던으로 운반되었다. 이후 1802년부터 대영박물관에 상설 전시되고 있다.
로제타석에 새겨진 법령에 대한 연구는 1803년 그리스어 본문의 첫 완전한 번역이 출판되었을 때에도 이미 진행되고 있었다. 1799년에는 각기 다른 문자로 새겨진 비문이 모두 동일한 내용임이 밝혀졌다. 1802년에는 민중문자가 외래어의 고유명사를 표기할 때 독음을 적었음이 밝혀졌고, 1814년에는 신성문자도 외래어의 고유명사를 표기할 때 독음을 사용했다는 것이 밝혀졌다. 1822년에서 1824년 사이에는 이집트 고유 단어를 적을 때에도 음소문자가로 쓰여졌음이 알려졌다. 장프랑수아 샹폴리옹은 1822년 파리에서 이집트 문자의 번역을 발표했는데, 학자들이 이를 바로 받아들이지는 못했다.
이후 같은 내용을 담은 석비가 발견되었고, 로제타석보다 조금 이른 시기에 작성된 다른 비문들도 발견되면서 로제타석은 더 이상 유일무이한 위치를 차지하지는 못한다. 그러나 고대 이집트 문학과 문명을 이해하기 위해 필수적으로 다뤄지던 역사성으로 인해, '로제타 스톤'이라는 용어는 이제 새로운 지식 분야의 핵심 단서를 가리키는 데 사용된다.
현재 대영박물관에서 로제타석을 비롯한 유물들을 3D 모델링했으며, 여기서 3D 모델을 감상할 수 있다.

## 형태
로제타석은 프톨레마이오스 5세 에피파네스 때에 만들어진 검은색 비석이다. 1799년 7월 15일 베헤이라 주 로제타에서 나폴레옹의 이집트 원정군 장교인 피에르 부샤르가 발견하였다.
이 돌은 가장 높은 곳까지의 높이가 114.4 cm (45.04 인치)이며, 너비는 72.3 cm (28.5 인치), 두께는 27.3 cm (10.9 인치)이다. 무게는 대략 760 kg (1,676 파운드)으로, 원래는 화강암 혹은 현무암일 것으로 추측되었으나, 현재는 화강섬록암으로 여겨진다. 핑크빛이 도는 어두운 회색이다.
1802년부터 영국 박물관이 소장하고 있다.
이는 여러 부류의 사람들에게 같은 내용을 전하기 위하여 세 가지 언어로 적었다.
- 사제들을 위하여 이집트 신성문자로 적었고 첫 14줄이다.
- 신하들을 위하여 이집트 민중문자로 적었고 두 번째 32줄이다.
- 이집트에 사는 그리스어 문화권의 사람들을 위해 고대 그리스어 대문자로 적었고, 마지막의 51줄이다.

## 내용
내용의 앞부분은 다음과 같다.
새로운 왕이시며 왕관의 주인이신, 영광이 크시고 이집트를 평탄케 하시며 신들에 대해 경건하며 적들보다 우월하며 인간의 삶을 올곧게 하시고, 헤페스투스 대왕처럼 30년을 다스리시고, 태양과 같은 왕이시며, 윗 세상과 아랫 세상의 위대한 왕이며, 헤페스투스가 인정하신 부모를 공경하는 신들의 자녀이며, 태양이 승리를 허락하시고, 제우스의 현신이며, 태양의 아들이신, 프타에게 사랑받는 영생하실 프톨레마이오스께서 통치하실 적에.
9년째 되는 해, 즉 아에투스의 아들이자, 알렉산더의 사제이며 구원자 신들과 형제 신들과 이롭게 하는 신들과 부모를 공경하는 신들과 드러내고 영광스러운 신의 사제인 아에투스. 그리고 베르니케 에우어게티스의 아틀로포루스(athlophorus)인 필리니우스의 딸 피라. 그리고 디오게네스의 딸이며, 아리스노에 필라델푸스의 처녀사제(kanephoros)인 아레이아. 그리고 프톨레마이우스의 딸이며 아리스노에 필로파토르의 사제인 이레네. 크사니쿠스월 넷째 날이며 이집트력으로는 메케이르월 열여덟 번째 날에.

선언문. 대제사장들과 예언자들과 신전 안으로 들어가 신들을 찬양하고 매의 반지를 끼고 거룩한 문자를 기록하는 자들 및, 이 나라의 곳곳의 사원에서 왕위를 물려받는 제전을 위해 멤피스로 와서 왕 앞에 모이는 사제들과, 영원하시고도 프타에게 사랑받으며 신을 드러내고 영광스러운 프톨레마이오스의 영토를 그의 아버지로부터 물려받는 사제들은 오늘 선언하였다. 영생하시고, 영광스러운 프타에게 사랑받으시는 왕 프롤레마이오스 왕께서 프톨레마이오스 왕과 아리스노에 왕께서 성전과 그곳에서 사는 자들과 그가 다스리시는 자들을 위하여 큰 은총을 베풀어 주셨다. 이시스와 오시리우스 사이에 태어나 나중에 그 아버지인 오시루스를 도왔던 호루스처럼, 처음부터 신과 여신에게서 태어난 신처럼. 자애롭게 신들에게 바치는데 은과 곡식과 같은 수입을 신전에 집중시켜 주셨으므로, 이러한 관대함이 이집트를 부유하게 할 것이며 신전을 확고히 하게 될 것이다. 신들은 그에게 건강과 승리와 힘과 다른 모든 것으로, 그에게 영원히 다스릴 권세와 그를 이을 자녀들에게 영원히 보답하셨다... (뒤는 줄임)— 로제타석

 나머지는 구체적인 선언문이 구구절절 이어진다. 사제들과 신전에 대한 여러 가지 혜택에 대한 감사의 내용이 이어지며 여기에서 소개된 분량은 1/5정도이다. 이를 간단히 요약하면, 프톨레마이오스 왕이 사제들에게 큰 은혜를 베푼 것을 찬양한다는 내용이다.

## 해독
1814년 영국인 토마스 영이 이집트 민중문자의 해독을 끝냈고, 이집트 상형문자 해석을 시작했다. 1822년부터 1824년까지 장프랑수아 샹폴리옹이 이 일을 확장하여, 로제타 돌을 해석하였다. 샹폴리옹은 그리스어와 콥트어를 읽을 수 있었으므로 그것부터 해석하였고, 테두리가 둘러진 것이 무엇인가를 알아냈다. 그것은 왕의 이름을 나타내는 것이었다. 따라서 상형문자쪽의 테두리가 둘러진 단어를 주시했다. 그리고 그것을 알아낸 후 그의 형제에게 가서 이를 해석했다고 알렸다.
1858년 펜실베이니아 대학의 프톨레마이오스 학회에서 로제타 스톤의 영어 번역을 처음으로 출간했다. 3명의 학부생 찰스 R. 헤일(Charles R. Hale), S. 헌팅턴 존스(S. Huntington Jones)와 헨리 모턴(Henry Morton)이 번역을 맡았다. 이 번역은 재판까지 금세 모두 팔렸지만, 학술적인 가치를 살리기 위해 의도적으로 출판을 중단했다.

## 같이 보기
- 로제타 (우주선)
- 로제타 스톤